# Спирина, Валентина Ивановна
Валентина Ивановна Спирина (31 декабря 1924, Москва, СССР — 6 сентября 2013) — советская актриса и сценаристка.

## Биография
Родилась 31 декабря 1924 года в Москве.
В 1944 году поступила в Литературный институт имени А. М. Горького, но проучившись год перевелась на сценарный факультет ВГИКа, который она окончила в 1950 году и тут же начала писать сценарии к художественным фильмам, всего написала свыше 50 сценариев, из которых экранизировано 14.
Скончалась 6 сентября 2013 года. Похоронена на Введенском кладбище.

## Фильмография

### Актриса
- 1984 — Зудов, вы уволены!

### Сценаристка
- 1953 — Таинственная находка
- 1956 — Призвание
- 1957 — Стучись в любую дверь
- 1961 — Взрослые дети
- 1964 — Зелёный огонёк
- 1970 — Семья как семья
- 1971 — Ох уж эта Настя!
- 1974 — Валькины паруса
- 1975 — Эта тревожная зима
- 1978 — Четвёртая высота
- 1981 — На чужом празднике
- 1985 — Господин гимназист
- 1986 — Премьера в Сосновке
- 1986 — Степная эскадрилья